# 少女恋唄
「少女恋唄」（しょうじょこいうた）は、1975年3月1日に発売された浅田美代子の9枚目のシングル。

## 解説
- レギュラー出演していたTBS系ドラマ『時間ですよ・昭和元年』の劇中で歌われた楽曲。

## 収録曲
- 両楽曲共に、作詞：松本隆／作曲・編曲：三木たかし

1. 少女恋唄（3分7秒）
2. 紅い花（2分57秒）

## 収録アルバム
- GOLDEN☆BEST 浅田美代子